# Nina Vedeneyeva
Nina Vedeneyeva (Tiblissi, 1 de dezembro de 1882 — Moscou, 31 de dezembro de 1955) foi uma física russa envolvida no estudo de cristais minerais e de seus aspectos de coloração.